# Antonio Geraldini
Antonio Geraldini (Amèlia, província de Terni, Itàlia, 1448/49 - 1488).
En el 1480 era pronotari apostòlic en representació dels monarques catalans. A la mort del rei, Joan II, Antonio passà al servei d'en Ferran el Catòlic, que el nomenà preceptor del fill il·legítim d'aquest, Alfons, i de dues filles il·legítimes més a Saragossa. A l'arquebisbe de Saragossa Alfons d'Aragó, que el va coronar com a poeta llorejat en 1571, va dedicar un Carmen Bucolicum (Roma, 1485 i Salamanca, 1505).